# 마법부
마법부(魔法部, Ministry of Magic)는 J. K. 롤링의 해리 포터에 등장하는 가공의 기관이다. 마법부의 가장 큰 역할은 머글들이 마법사, 신비한 생물 등에 대해 알아내지 못하도록 하는 일이다. 영국 마법부 건물은 런던 중에 위치해 있으며, 건물 구조는 머글들의 눈을 피하기 위해 모두 지하에 자리잡고 있다.

## 시설
- 1층 - 손님용 입구 (전화 박스) & 직원용 입구 (공중화장실)
- 지하 1층 - 장관실 & 보좌관실 (Minister of Magic and Support Staff)
- 지하 2층 - 마법사 재판 집행부 (Department of Magical Law Enforcement)
- 지하 3층 - 마법 사고와 재난 해결부 (Department of Magical Accidents and Catastrophes)
- 지하 4층 - 신비한 동물 관리부 (Department for the Regulation and Control of Magical Creatures)
- 지하 5층 - 국제 마법 협력부(Department of International Magical Co-operation)
- 지하 6층 - 마법 교통부 (Department of Transportation)
- 지하 7층 - 마법 게임 및 스포츠 관리부 (Department of Magical Games and Sports)
- 지하 8층 - 중앙 홀 (The Atrium)
- 지하 9층 - 미스터리 부서 (Department of Mysteries)
- 지하 10층 - 법정 (Courtroom)[1]

## 용어
초판 번역본은 '마법부'로 번역되었으나 20년 개정판에서 마법 정부로 용어가 바뀌었다.
1. ↑  엘레버이터는 9층까지만 운영되어 미스터리 부서의 비밀통로로 가야한다.